# Myrophis lepturus
Myrophis lepturus is een straalvinnige vissensoort uit de familie van slangalen (Ophichthidae). De wetenschappelijke naam van de soort is voor het eerst geldig gepubliceerd in 1968 door Kotthaus.